# Idioma karahawyana
El karahawyana es una lengua indígena no clasificada hablada por unos 40 individuos en un territorio cercano a los waiwai, estos últimos de lengua Caribe, en el estado de Amazonas.
Algunos hablantes karahawyana  viven junto a los waiwai y otros cerca de los hixkaryana siendo bilingües también en la lengua de esos otros grupos.